# Clochemerle (film)
Clochemerle is een Franse komische speelfilm uit 1948 naar de gelijknamige roman van Gabriel Chevallier. De regie was in handen van Pierre Chenal. De film speelt zich af in het denkbeeldige dorp Clochemerle in de Franse streek Beaujolais en gaat over de capriolen naar aanleiding van het plaatsen van een urinoir tegenover de plaatselijke kerk. Het dorp wordt verdeeld over de wenselijkheid ervan. 
De Katholieke Film Actie bestempelde de film als "ontoelaatbaar" voor rooms-katholieken. De rooms-katholieke keuringsdienst noemde de film "een vulgaire koldersatire", die slechts gekwalificeerd kon worden als "een misplaatste spotterij met geloof, zeden en menselijke waardigheid".
De muziek is van Henri Sauguet. De film heeft een lengte van 2512 meter en werd opgenomen in een studio.

## Hoofdrollen
- Saturnin Fabre: Alexandre Bourdillat (gedeputeerde)
- Jean Brochard: Barthélémy Piéchut (burgemeester)
- Félix Oudart: Augustin Ponosse (pastoor)
- Roland Armontel: Ernest Tafardel (docent)
- Simone Michels: Judith Toumignon (patrones van de Galeries Beaujolaises)
- Paul Demange: François Toumignon (patroon van de Galeries Beaujolaises)
- Maximilienne: Justine Putet
- Jane Marken: Alphonsine baron De Courtebiche
- Max Dalban: Arthur Torbayon (herbergier)
- Christiane Muller (Cri-Cri Muller): Adèle Torbayon (herbergierster)
- Jacqueline Dior: Rose Bivaque
- Gaston Orbal: Dieudonné Poilphard (apotheker)
- R.J. Chauffard: Oscar de Saint-Choul (familielid van de baron)
- Jean-Roger Caussimon: Bernard Samothrace (dichter)
- Odette Talazac: Philippine Girodot